# Gustave Vanderstappen
Pour les articles homonymes, voir Vanderstappen.
Gustave Gus Vanderstappen est un footballeur belge le 11 janvier 1882 à Saint-Gilles (Bruxelles), où il est mort le 22 septembre 1955,.

## Biographie
Gustave Vanderstappen fait partie de la première équipe de l'Union Saint-Gilloise à la naissance du club en 1897 : il est le premier capitaine de l'équipe à l'âge de 15 ans. Il a occupé le poste d'avant-centre et accompagné l'ascension de l'Union vers la gloire sportive. Ses frères cadets, Charles, l'ailier et Joseph, le gardien le rejoignent plus tard dans l'équipe première.
Six fois champion de Belgique, il a été le meilleur buteur du championnat en 1903 puis en 1904 lors du premier titre de l'Union.
Il joue trois matches en 1905 avec l'équipe de Belgique et une quatrième rencontre en 1908. Mais il n'a pas le même succès en équipe nationale qu'en club : il ne marque pas de buts.

## Palmarès
- International belge A en 1905 et 1908 (4 sélections)
- Champion de Belgique en 1904, 1905, 1906, 1907, 1909 et 1910  avec l'Union Saint-Gilloise
- Vice-Champion de Belgique en 1903 et 1908 avec l'Union Saint-Gilloise
- Champion de Belgique D2 en 1901 avec l'Union Saint-Gilloise
- Meilleur buteur du Championnat de Belgique en 1903 (? buts) et en 1904 (30 buts)